# Nikolai Kaufman
Nikolai Jankow Kaufman (bulgarisch Николай Янков Кауфман; * 23. September 1925 in Russe, Bulgarien; † 26. März 2018) war ein bulgarischer Musikethnologe, Komponist und Folklorist.
1952 absolvierte er die Nationale Musikakademie Sofia in den Fächern Trompete und Musiktheorie. Von 1952 bis 1988 wirkte er zunächst am Musikinstitut, dann am Institut für Folklore der Bulgarischen Akademie der Wissenschaften. 1978/79 wurde er Professor an der Nationalen Musikakademie, später lehrte er auch an der Freien Universität Warna.
Kaufman erstellte eine der größten Sammlungen bulgarischer Volkslieder und hatte große Verdienste bei der Erhaltung der bulgarischen Folklore. Er war einer der wichtigsten Feldforscher, besuchte über 2.000 Gemeinden des Landes und zeichnete über 40.000 Volkslieder und Instrumentalstücke auf, darunter auch viele Melodien aschkenasischer und sephardischer Juden in Bulgarien. Er komponierte rund 2.000 Chorlieder, 240 Instrumentalstücke, Tanz- und Klaviermusik. Zudem verfasste er zahlreiche wissenschaftliche Abhandlungen, Schriften und Studien und war Mitbegründer sowie aktiver Autor der Zeitschrift Bulgarische Folklore.
Weltweit bekannt wurden seine Arrangements auf dem zweiten Album Le Mystère des Voix Bulgares (1988), das 1989 einen Grammy erhielt. 2000 erschien das Album Cosmic Voices from Bulgaria – A Portrait of Nikolai Kaufman, das ausschließlich Bearbeitungen aus seiner Feder enthält.

## Bibliografie (Auswahl)
- Kaufman, Nikolai: Bulgarische Volksmusik, Slavena publ., 2005
- Kaufman, Nikolai. 1500 bulgarische alte Lieder (Drei Bände) Slavena publ., 2002 ISBN 978-954-579-228-1, ISBN 978-954-579-229-8,  ISBN 978-954-579-307-3.
- Kaufman, Nikolai; Kaufman, D.: Lieder bei Begräbnissen und anderen Trauerzeremonien in Bulgarien, Verlag der bulgarischen Akademie der Wissenschaften, 1988